# Onni Tarjanne

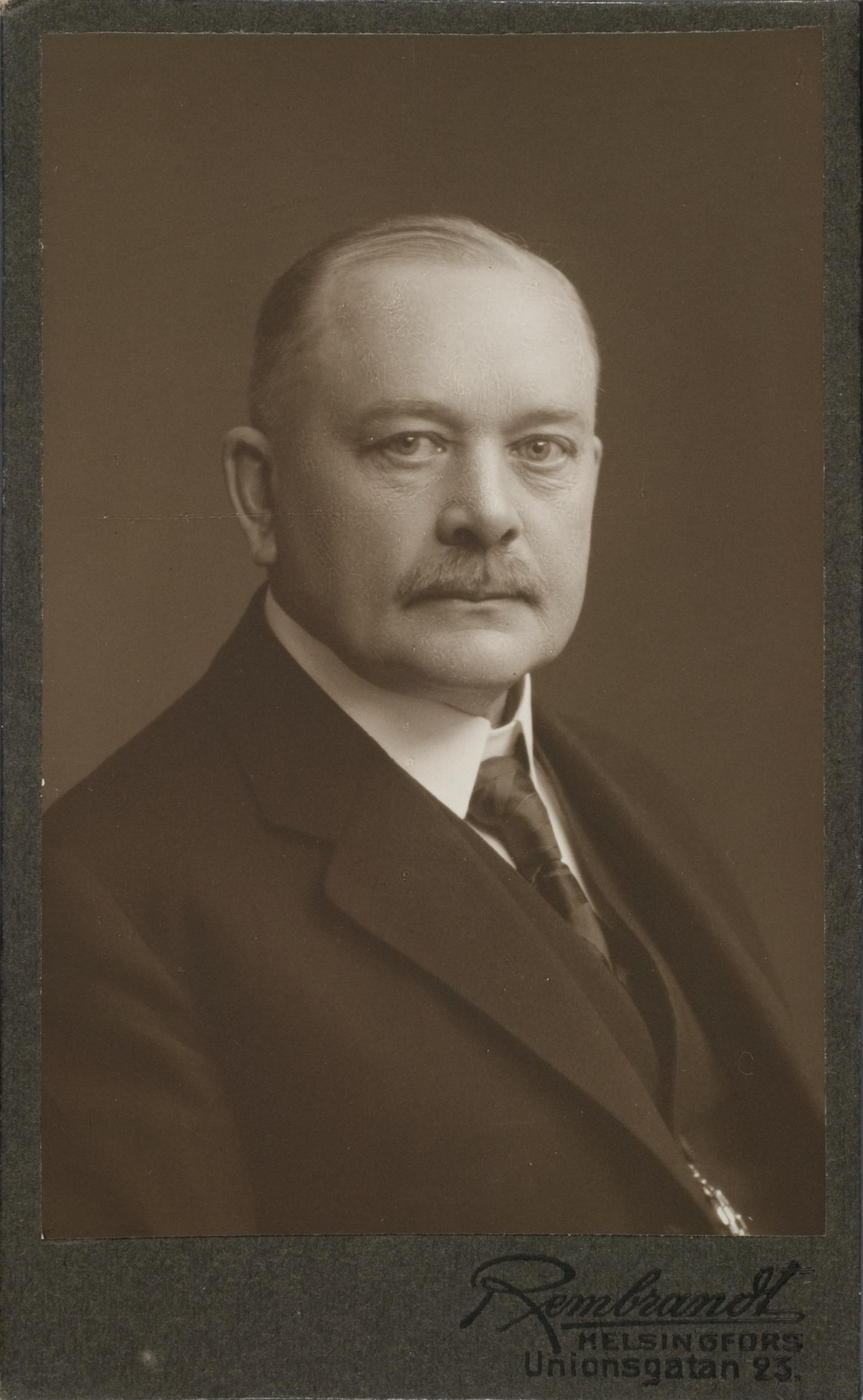
Onni Tarjanne under 1920-talet.

Onni Alcides Tarjanne  (före 1906 Törnqvist), född 5 september 1864 i Virdois, död 23 maj 1946 i Helsingfors, var en finländsk arkitekt. Han var far till Toivo Tarjanne.
Tarjanne avlade examen från Polytekniska institutet i Helsingfors 1885 och studerade med statsstipendium vid Münchens polytekniska institut 1886–87. Han blev 1887 lektor vid industriskolan i Åbo, 1889 lärare i byggnadskonstruktion vid Polytekniska institutet i Helsingfors och efter dess ombildning till teknisk högskola 1908–28 professor (rektor 1928); med avbrott för åren 1917–21 då han var överdirektör i Överstyrelsen för allmänna byggnaderna. 
Av många byggnader, som uppförts efter Tarjannes ritningar, tidigare i renässansstil, senare i moderna stilarter, är Finska litteratursällskapets och Kansallis-Osake-Pankkis hus, Maria sjukhus äldre del, folkskolhuset vid Nikolaigatan, Finska nationalteatern, AB Heimolas, AB Siltalas och AB Salamas hus, alla i Helsingfors, samt Takaharju sanatorium.
Han är begravd på Sandudds begravningsplats i Helsingfors.

## Bilder

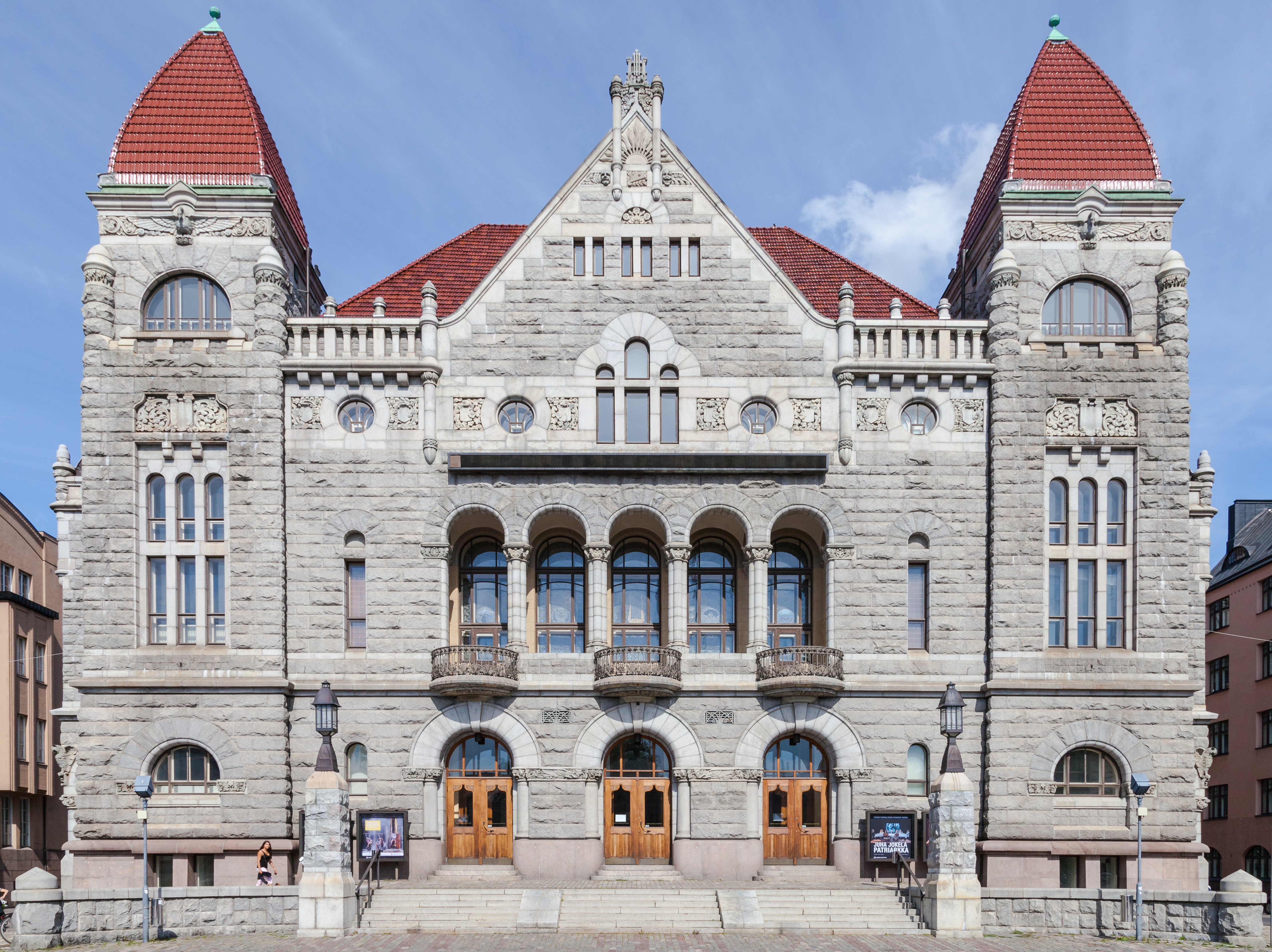
Finska nationalteatern
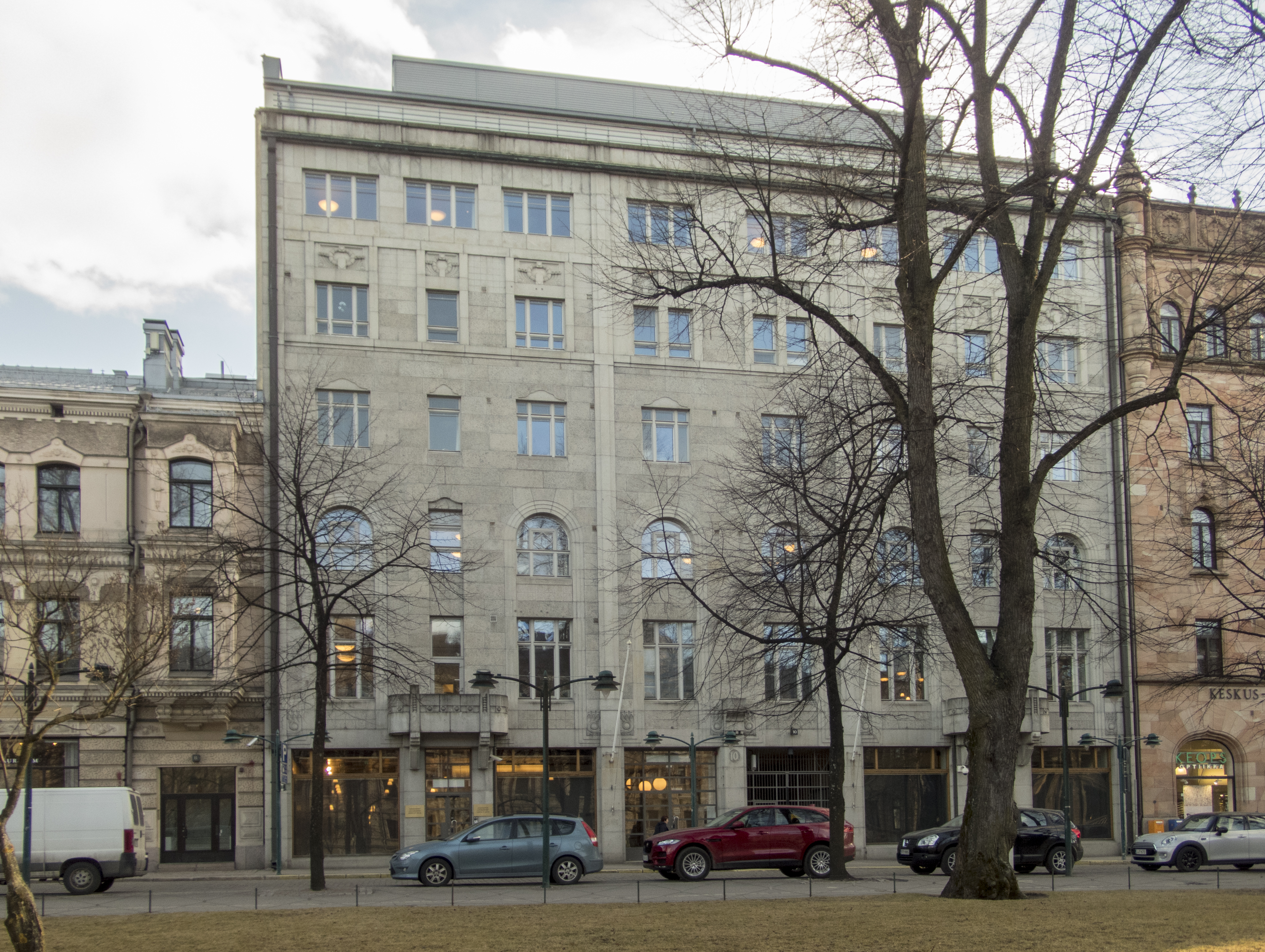
Södra esplanden 10
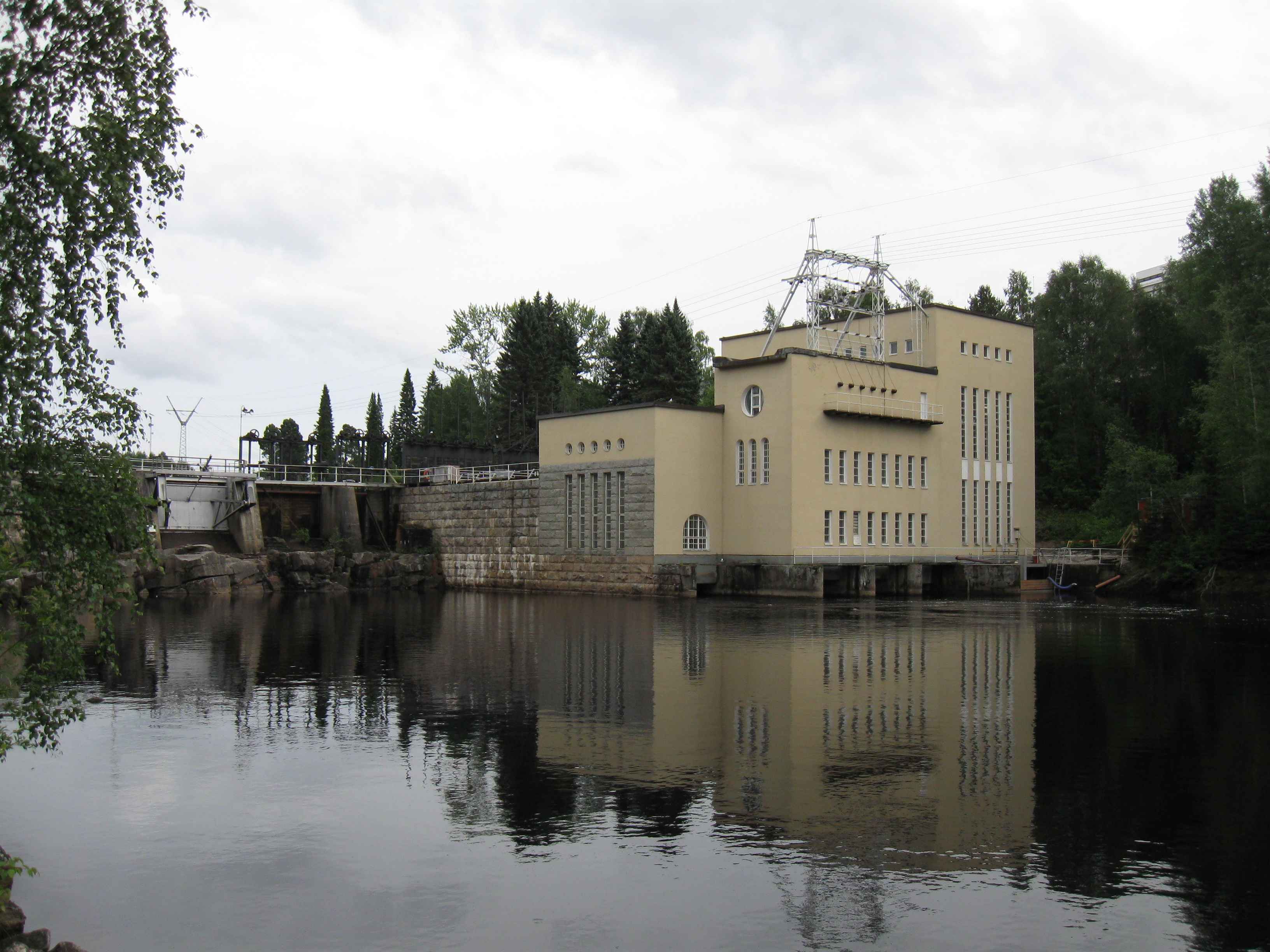
Ämmäkoski kraftverk
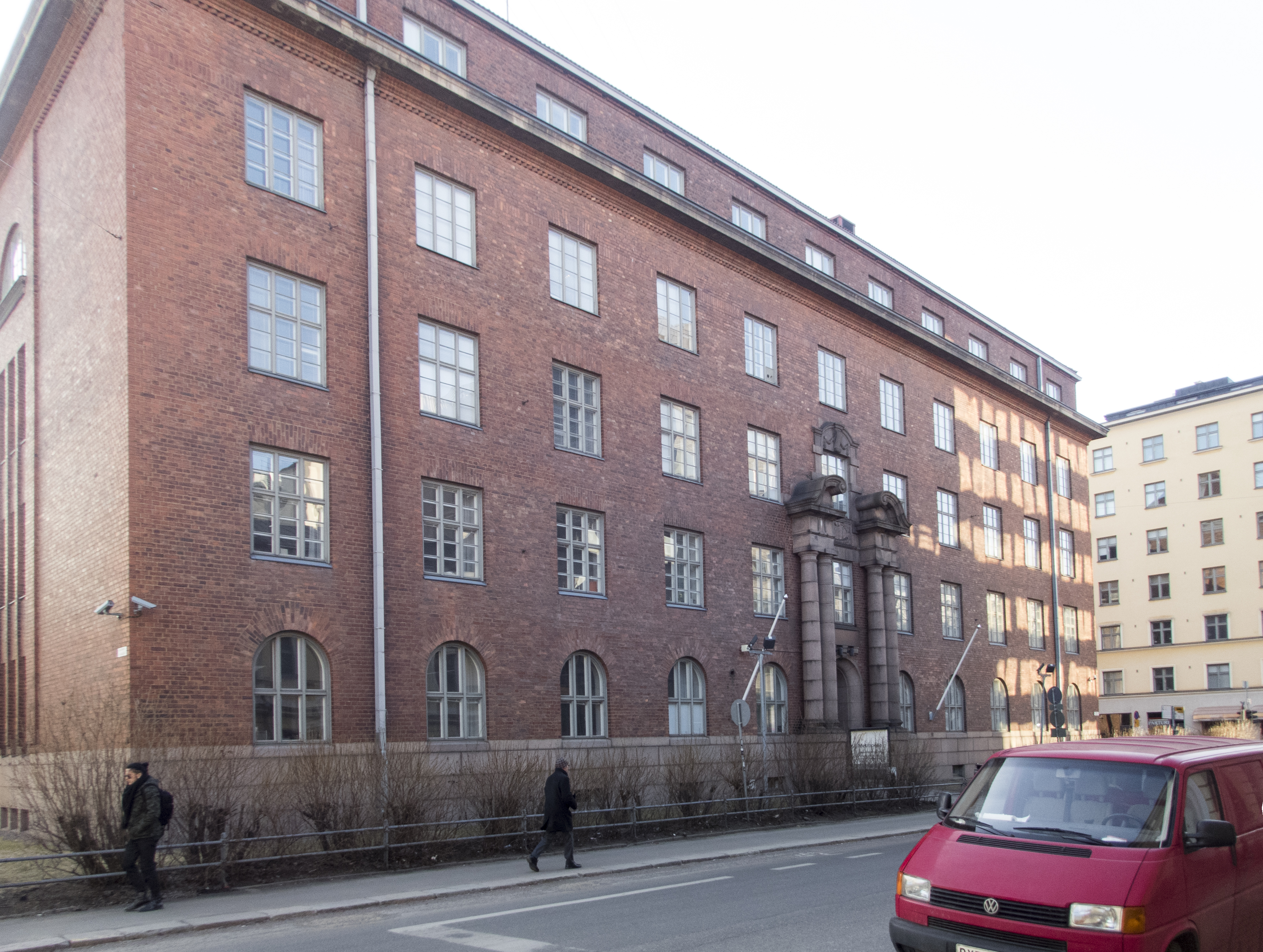
Tekniska högskolans elektriska laboratorium

## Utmärkelser
- Sankt Annas orden, tredje klass,  1910[2]
- Kommendörstecknet av Finlands Vita Ros’ orden,  1922[2]
- Förtjänstmedaljen för befolkningsskyddsarbete av 1. klass,  1940[2]

[Redigera Wikidata]